# Semenre
Semenre, Smenre ali Semenenre je slabo dokazan faraon iz tebanske Šestnajste (Ryholt) ali  Sedemnajste dinastije (Detlef Franke), ki je vladal v drugem vmesnem obdobju Egipta. Nasledil je enako nejasnega Nebirirava II. Vladal je v letih 1601-1600 pr. n. št. (Kim Ryholt) ali okoli leta 1580 pr. n. št. (Detlef Franke).
Za Semenreja je znano samo njegovo prestolno ime, vgravirano v glavo bronaste sekire neznanega izvora, ki je zdaj v Petriejevem muzeju v Londonu (UC30079). Semenre je bil morda tudi na Torinskem seznamu kraljev (vnos 11.7).
Semenreja je nasledil Sevserenre Bebiank, ki je za seboj pustil več sledi gradenj in rudarjenja kot večina vladarjev iz njegove dinastije, z izjemo Džehutija.